# Alguacil mayor de Sevilla

El Pendón de la ciudad de Sevilla, que sus alguaciles tuvieron el privilegio de custodiar.

El alguacil mayor de Sevilla fue el alguacil mayor de la ciudad de Sevilla en el periodo del Antiguo Régimen en España. Era nombrado por el rey y sus competencias eran muy variadas: participaban en los cabildos municipales, determinaban en asuntos civiles y criminales y custodiaban la cárcel real. Su nombramiento era vitalicio y siempre recaía en hidalgos, era el caudillo de las milicias del concejo, las dirigía en la guerra, llevaba el pendón de Sevilla y custodiaba las llaves de la ciudad.
A finales del siglo XIV el oficio pasó a la familia de los Guzmán, y en el siglo XVI el rey Felipe II de España se lo concedió en forma de privilegio a la Casa de Alcalá, que nombró los sucesivos alguaciles.

## Historia
Fue uno de los primeros oficios municipales creados tras la reconquista de la ciudad por Fernando III de Castilla en 1248. El primero en ocupar el oficio fue Domingo Muñoz, el adalid, fundador de la Casa de Córdoba, destacado por su participación en las conquistas de Córdoba y Sevilla.
El cargo fue pasando entre los magnates de la nobleza de la ciudad hasta que Enrique II de Castilla confirmó el oficio en persona de Alfonso Pérez de Guzmán, señor de Gibraleón, en cuya familia quedó como si fuera hereditario. A finales del siglo XV se apoderaron del oficio los duques de Medina Sidonia, ostentando el cargo Juan Alonso y Enrique, III y IV duque respectivamente. Recuperado el cargo por Esteban de Guzmán, XI señor de Orgaz, a su muerte pasó a manos de Fernán Arias de Saavedra, y fallecido hacia 1553, Felipe II de España ordenó que no se concediese a caballeros naturales de la ciudad. Finalmente, el mismo monarca despachó el 23 de septiembre de 1589, por empeño de 160.000 ducados el oficio a favor de la Casa de Alcalá, con facultad para nombrar los cargos de teniente, alcaide de la cárcel real, varas de justicia y entrega de Triana, que nombró para el oficio a diversas personalidades.
Desde antiguo fueron custodios del pendón de Sevilla, por lo que guardaron la bandera en su casa hasta que en 1558 el rey Felipe II de España separó del oficio el de alférez mayor de Sevilla, reduciendo las competencias del alférez. Designó para el nuevo cargo a Juan de Céspedes, Veinticuatro de Sevilla, ligando la custodia del pendón y la guarda de las llaves de la ciudad al alférez.